# Calathusa
Calathusa är ett släkte av fjärilar. Calathusa ingår i familjen trågspinnare.

## Dottertaxa tillCalathusa, i alfabetisk ordning[1]
- Calathusa abebaea
- Calathusa acronyctoides
- Calathusa aethalistis
- Calathusa alopis
- Calathusa anisocentra
- Calathusa arethusa
- Calathusa argentea
- Calathusa basicunea
- Calathusa basicunoides
- Calathusa basirufa
- Calathusa brehoa
- Calathusa charactis
- Calathusa cinerea
- Calathusa cyrtosticha
- Calathusa delosticha
- Calathusa dispila
- Calathusa dubia
- Calathusa englypta
- Calathusa eremna
- Calathusa glaucopasta
- Calathusa hemicappa
- Calathusa hemiscia
- Calathusa humboldti
- Calathusa hypotherma
- Calathusa ipota
- Calathusa ischnodes
- Calathusa maritima
- Calathusa mesospila
- Calathusa metableta
- Calathusa octogesima
- Calathusa phoeneura
- Calathusa polyplecta
- Calathusa stenophylla
- Calathusa striata
- Calathusa subflavida
- Calathusa suzukii
- Calathusa talesea
- Calathusa taphreuta
- Calathusa tenera
- Calathusa thermosticha
- Calathusa uniformis